# 二苄基哌嗪
二苄基哌嗪（缩写：DBZP）是一种含氮有机化合物，分子式C18H22N2，属于苄基哌嗪（BZP）衍生物，在中国列入精神药品。